# 34731 Ronitjain
34731 Ronitjain è un asteroide della fascia principale. Scoperto nel 2001, presenta un'orbita caratterizzata da un semiasse maggiore pari a 2,7848159 au e da un'eccentricità di 0,0841168, inclinata di 7,69321° rispetto all'eclittica.